# Кокедама

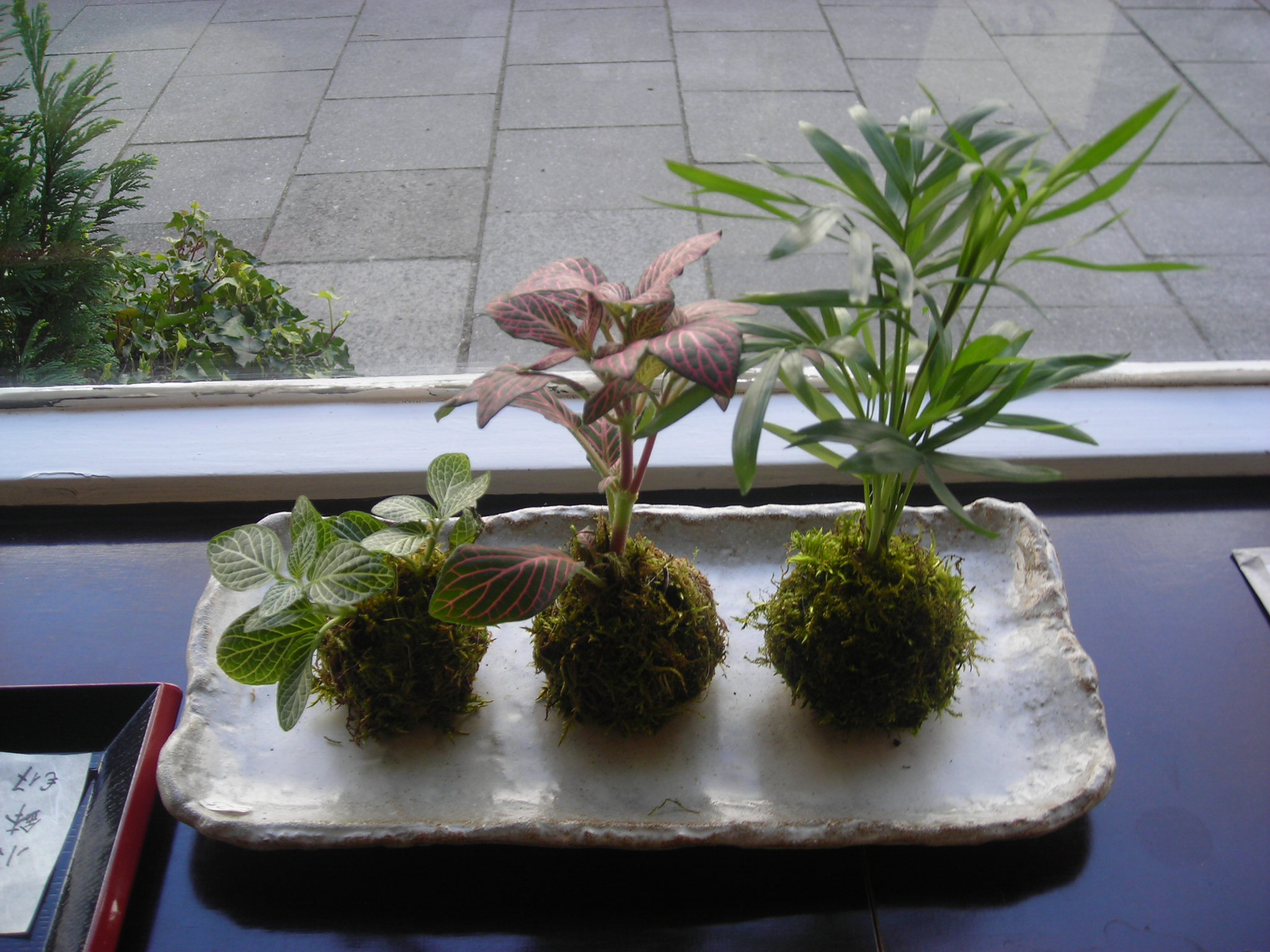
Кокедама

Кокедама (яп. 苔玉, мохова куля) — це куля, що зроблена з землі та огорнута у мох, у якій росте декоративна рослина. Батьківщиною кокедами є Японія, де вона є дуже популярним мистецтвом вирощування рослин та квітів.

## Походження
Кокедаму також називають "бонсай бідняка". Під час її виготовлення використовується спеціальна земля Akadama та торф, з яких формують кулю. Після цього у кулі розміщують рослину, огортають її мохом та обмотують ниткою, яка надає форми та тримає усю конструкцію кокедами.

## Догляд
Умови догляду за кокедамою мають відповідати умовам догляду за рослиною, що розміщена в ній. Кокедамі необходно забезпечити достатній рівень освітлення та зволоження. Залежно від сухості повітря у приміщенні поливають кокедаму 1-2 рази на тиждень. Індикатор необхідності поливу - мала вага земляної кулі.
Розрізняють 2 способи зволоження кокедами:
- Шляхом повного занурення у воду (куля повністю занурюється у воду на 10-20 хвилин)
- Шляхом часткового занурення у воду (куля занурюється у воду на 20% від її висоти на 30 хвилин)

Якщо куля огорнута у мох, рекомендують щоденно обприскувати її м'якою водою з кислою реакцією.